# Слонимский, Пётр
Пётр Слонимский (пол. Piotr Slonimski; 9 ноября 1922, Варшава, Польша — 25 апреля 2009, Париж, Франция) — французский генетик польского происхождения, один из пионеров исследований в области генетики митохондрий. 
Профессор. Доктор биологических наук. Член Французской академии наук (1985; корреспондент с 1983).

## Биография
Представитель известной еврейской семьи Слонимских (см. Семья). Сын Петра Вацлава Слонимского.
Во время немецкой оккупации был солдатом Армии Крайовой, на тайных курсах изучал медицину. Участник Варшавского восстания в 1944 г.
После войны ему, как бывшему бойцу АК, удалось избежать ареста коммунистическими властями Польши и завершить учебу на медицинском факультете Ягеллонского университета. Вскоре, однако, он был арестован и заключен в тюрьму в Кракове. Благодаря заступничеству своего дяди — поэта и драматурга Антония Слонимского он был освобожден.
В 1947 году защитил докторскую диссертацию, эмигрировал и поселился во Франции, где был сначала учеником и работал под руководством знаменитого генетика Бориса Эфрусси, а затем в 1971—1991 г. был директором Центра молекулярной генетики CNRS (Национального центра научных исследований) в Париже.
С 1966 по 1991 — профессор генетики Университета Пьера и Марии Кюри.
Самый молодой директор французских биологических лабораторий.

## Научная деятельность
Его называли отцом митохондриальной генетики. Слонимский и его коллеги обнаружили закономерности наследования генетического материала, содержащегося в митохондриях. Во время исследовательских работ, им было предсказано существование полипептида, названного матуразой — фермента, принимающего участие в сплайсинге недозрелого мРНК.
Работы Слонимского легли в основу современной генетики митохондрий.

## Награды
- Золотая медаль Национального центра научных исследований (1985) — высшая научная награда Франции.
- Офицер ордена «За заслуги» (1991, Франция)[2].
- Командор ордена «За заслуги» (2008, Франция)[3].
- Командорский Крест со звездой Ордена Возрождения Польши (2009).
- Кавалер ордена Почётного легиона (Франция).
- Доктор honoris causa университетов Варшавы, Вроцлава и Университета Пьера и Марии Кюри.